# Zasoby ludzkie (serial telewizyjny)
Zasoby ludzkie (tytuł oryginalny: Human Resources) – animowany amerykański serial dla dorosłych. Jest to spin-off, który dzieje się w uniwersum serialu Big Mouth. Swoją premierę miał na platformie Netflix 18 marca 2022 roku.

## Fabuła
Serial opowiada o biurze potworów, kierujących ludźmi w świecie stworzonym przez serial Big Mouth. Przeżywają oni przygody związane z ludźmi, którzy są ich klientami oraz te zupełnie z nimi niepowiązane. Postaci, które można zobaczyć na ekranie mogną być znane widzowi z wcześniej już wspomnianej produkcji, ale pojawiają się również wcześniej nieobcene.